# Colisión de trenes de Maryland en 1987
La colisión de trenes en Maryland de 1987 ocurrió a las 13:30 del día 4 de enero de 1987, en la línea principal del Northeast Corridor de la compañía Amtrak. El lugar del accidente estaba situado en la comunidad de Chase en el este del Condado de Baltimore, Estados Unidos, en el enclavamiento de Gunpowder, aproximadamente 18 millas (29,0 km) al noreste de Baltimore. El tren 94 de Amtrak, el Colonial, (por entonces parte del Northeast Regional) que viajaba hacia el norte desde Washington D. C. a Boston, se estrelló contra un conjunto de locomotoras diésel (en ese momento sin material remolcado) de la compañía Conrail, y que había ocupado (entrando) la vía general. La velocidad del tren 94 en el momento de la colisión se estimó en 108 millas por hora (173,8 km/h). En el accidente murieron 14 pasajeros del tren de Amtrak, así como su maquinista y el encargado del coche bar.
Los tripulantes de la locomotora de Conrail no se detuvieron en las señales (estilo PRR) previas al enclavamiento de Gunpowder, y se determinó que el accidente se habría evitado si lo hubieran hecho. Además, dieron positivo por cannabis. El maquinista cumplió cuatro años en una prisión de Maryland por su papel en el accidente. Posteriormente, los procedimientos de drogas y alcohol para las tripulaciones de los trenes fueron revisados por la Federal Railroad Administration (FRA), organismo que está a cargo de la seguridad ferroviaria. En 1991, impulsado en gran parte por este accidente, el Congreso de los Estados Unidos tomó medidas aún más amplias y autorizó pruebas de drogas aleatorias obligatorias para todos los empleados en trabajos "sensibles a la seguridad" en todas las industrias reguladas por el Departamento de Transporte de los Estados Unidos (DOT), incluidos los camioneros, conductores de autobuses y operadores de sistemas ferroviarios. Además, todos los trenes que operan en el Corredor Noreste de alta velocidad ahora están equipados con señalización en cabina automática con una función de detención automática de tren (ATS). También se identificaron varios problemas de seguridad con los coches del tipo Amfleet.
En ese momento, el accidente fue el más mortífero en la historia de Amtrak. Fue superado en 1993, por accidente ferroviario de Big Bayou Canot en Alabama en 1993, que mató a 47 personas e hirió a otras 103.

## Movimientos de los trenes antes de la colisión

### Tren Amtrak 94
El Tren 94 de Amtrak (el Colonial) salió de Union Station (Washington D. C.) a las 12:30 (hora del este) hacia la Estación Sur de Boston. El tren tenía 12 coches de pasajeros y estaba lleno de viajeros que regresaban de la temporada navideña a sus hogares y escuelas para el segundo semestre del año. Dos locomotoras AEM-7, numeradas 900 y 903, remolcaban el tren, siendo la #903 la locomotora líder. El maquinista era Jerome Evans, de 35 años.
Después de salir de la Estación de Pensilvania en Baltimore, la siguiente parada del tren era Wilmington (Delaware). Justo al norte de Baltimore, mientras aún se encontraba en el condado de Baltimore, el Corredor Noreste de cuatro vías se reduce a dos vías en el enclavamiento de Gunpowder justo antes de cruzar el río Gunpowder. El tren aceleró hacia el norte para dirigirse hacia ese lugar.

### Movimiento de las locomotoras ligeras de Conrail
Ricky Lynn Gates, maquinista de las compañías Penn Central y Conrail desde 1973, estaba operando un trío de locomotoras ligeras del tipo GE B36-7 de la compañía Conrail (sin vagones de mercancías) desde el depósito de locomotoras de Bayview (propiedad de Conrail), justo al este de Baltimore, con destino al haz de vías de clasificación de Enola, cerca de Harrisburg. Posteriormente se determinó que Gates había violado varias reglas operativas y de señalización, incluida la falta de una prueba adecuada de las señales de la cabina de la locomotora antes de la salida de Bayview. Más tarde se descubrió que alguien había desactivado con cinta adhesiva el aviso acústico de alerta de la señal de la cabina en la unidad #5044 que lideraba el grupo, silenciándolo casi por completo. Además, se había quitado una de las bombillas de la pantalla de indicadores luminosos de la cabina utilizados por el Ferrocarril de Pensilvania. Los investigadores sospecharon que estas anomalías probablemente ya existían antes de la salida de Bayview, y que se habrían puesto de manifiesto si se hubiera realizado correctamente la prueba preceptiva antes de efectuar la salida.
Posteriormente se supo que Gates y su guardafrenos, Edward "Butch" Cromwell, habían fumado cigarrillos de cannabis antes del accidente. El cannabis puede alterar el sentido del tiempo y afectar la capacidad de realizar tareas que requieren concentración. Cromwell era responsable de recordar la presencia de las señales a Gates si este no las percibía, pero tampoco lo hizo.

## La colisión
Cuando el Tren 94 de Amtrak se acercaba al Enclavamiento de Gunpowder (situado cerca de la comunidad de Chase) por la línea principal electrificada, las tres locomotoras de carga de Conrail se movían hacia el norte en una de las vías de carga adyacentes. Antes de que las vías adyacentes alcanzasen el puente sobre el río, acababan conectándose con las dos vías generales que cruzaban el puente.
Si bien las vías y zona de enclavamiento en esta ubicación estaban señalizadas para alertar a los maquinistas de cuando los desvíos estaban configurados correctamente para el movimiento previsto del tren, los desvíos no estaban diseñados para descarrilar una locomotora o un tren que los atravesara cuando estuvieran incorrectamente alineados.
En el caso del accidente, el enclavamiento se configuró correctamente para el movimiento de la vía general únicamente, a fin de permitir que el tren de Amtrak rebasara a las locomotoras de carga (que deberían haberse detenido en las vías laterales) utilizando las vías directas hacia y sobre el puente. La tripulación de la locomotora de carga ignoró las señales de parada en la cabina de su locomotora (que estaban silenciadas) y también las señales luminosas situadas al costado de la vía, visibles para ellos desde la cabina de su locomotora.
Los dispositivos de registro de velocidad/eventos indicaron que las locomotoras Conrail se movían aproximadamente a 60 millas por hora (96,6 km/h) cuando se aplicaron los frenos para una parada de emergencia, después de haber rebasado las señales en rojo de su vía. Este momento fue, afirmó Gates más tarde, cuando se dio cuenta de que no había visto la señal junto a la vía que le impedía continuar hacia el norte en el enclavamiento. Sin embargo, se movía demasiado rápido para detenerse a tiempo antes de rebasar la señal indicando que debía detenerse lejos de la vía general por la que se aproximaba el tren #94. Si Gates hubiera reaccionado a una señal de aproximación que le indicaba que redujera la velocidad, o a la propia señal de parada en el momento oportuno, o si el guardafrenos le hubiera comunicado el estado de las señales como se suponía que debía hacer, es probable que las locomotoras de Conrail se hubieran podido detener antes de llegar al desvío, impidiendo que invadieran indebidamente la vía general.
Las locomotoras Conrail se detuvieron en la vía directamente por delante del tren #94, que se acercó a la zona de enclavamiento a una velocidad de entre 120 y 125 mph (193,1 y 201,2 km/h). Aunque la velocidad máxima permitida para las locomotoras Amtrak AEM-7 que transportaban viajeros en este corredor era de 125 mph, el tren #94 incorporaba un coche de pasajeros clásico, cuya velocidad máxima permitida estaba limitada a 105 mph (169 km/h). El interventor del tren n.° 94 testificó que sí informó al maquinista sobre la presencia del vagón Heritage en el tren; en cualquier caso, su presencia significaba que el tren de Amtrak estaba circulando a mayor velocidad de la debida. Con poco tiempo para reaccionar, el maquinista de Amtrak Evans aparentemente vio las máquinas diésel justo por delante, y activó el sistema de frenos para una parada de emergencia. La NTSB determinó que incluso si el #94 hubiera estado viajando a 105 mph (169 km/h), el límite de velocidad autorizado para el tren de Amtrak, la colisión era inevitable en este punto.
En el impacto, la máquina diésel de Conrail trasera (la GE B36-7 # 5045) explotó y se quemó hasta el bastidor, destruyendo completamente la unidad. La unidad del medio, #5052, sufrió daños significativos en su parte frontal, mientras que la unidad de cabeza #5044 sufrió pocos daños.
Uno de los coches de viajeros AEM-7 de Amtrak, el n.° 900, quedó enterrado bajo los restos de otros vagones estrellados, mientras que la locomotora principal, la n.° 903, terminó entre algunos árboles en el lado oeste de la vía. Varios coches de la Budd Company y de Amfleet quedaron amontonados, algunos aplastados debajo de los otros coches apilados.
Cromwell, que estaba en la locomotora principal con Gates, sufrió una fractura en la pierna en la colisión. Gates resultó ileso. El maquinista de Amtrak, el asistente de servicio principal del bar y 14 pasajeros murieron.
Los vagones delanteros del tren Amtrak n.° 94 sufrieron los daños más intensos y quedaron aplastados casi por completo. Sin embargo, estaban casi vacíos, esperando pasajeros adicionales en el camino que habrían abordado el tren en las estaciones situadas más al norte. Según la NTSB, si estos coches hubieran estado completamente ocupados en ese momento, el número de muertos habría sido de al menos 100. Sin embargo, había relativamente pocos pasajeros en esos coches, por lo que el número de muertos fue mucho menor. La mayoría de los muertos estaban en el cohe de la Amtrak #21236.

## Evacuación de heridos y puesta en servicio
Con un pasaje total de unos 600 pasajeros, se produjo una confusión después del choque. Algunos testigos y vecinos de la zona corrieron hacia el tren humeante y ayudaron a sacar a los pasajeros heridos y aturdidos, incluso antes de que los primeros vehículos de emergencia pudieran llegar al lugar.
Si bien muchos de los pasajeros heridos fueron ayudados por residentes cercanos, algunos de los pasajeros ilesos se marcharon, lo que dificultó que Amtrak supiera la historia completa.
El personal de emergencia trabajó durante muchas horas en el frío glacial para sacar a los pasajeros atrapados entre la chatarra, obstaculizados por la gran resistencia de las carrocerías de acero inoxidable de los coches Amfleet al empleo de herramientas hidráulicas de rescate convencionales. Helicópteros y ambulancias transportaron heridos a hospitales y centros sanitarios. Pasaron más de 10 horas después de la colisión antes de que las últimas personas atrapadas fueran liberadas de los restos del tren accidentado.
Se necesitaron varios días para retirar el equipo destrozado y para poner en servicio la vía y el sistema de electrificación.
La máquina Conrail diésel GE B36-7 #5045 quedó completamente destruida, mientras que la #5044 y la #5052 fueron reparadas y devueltas al servicio. Tanto los AEM-7 de Amtrak como algunos coches de Amfleet también resultaron destruidos en la colisión.

## Investigación, cargos y condena

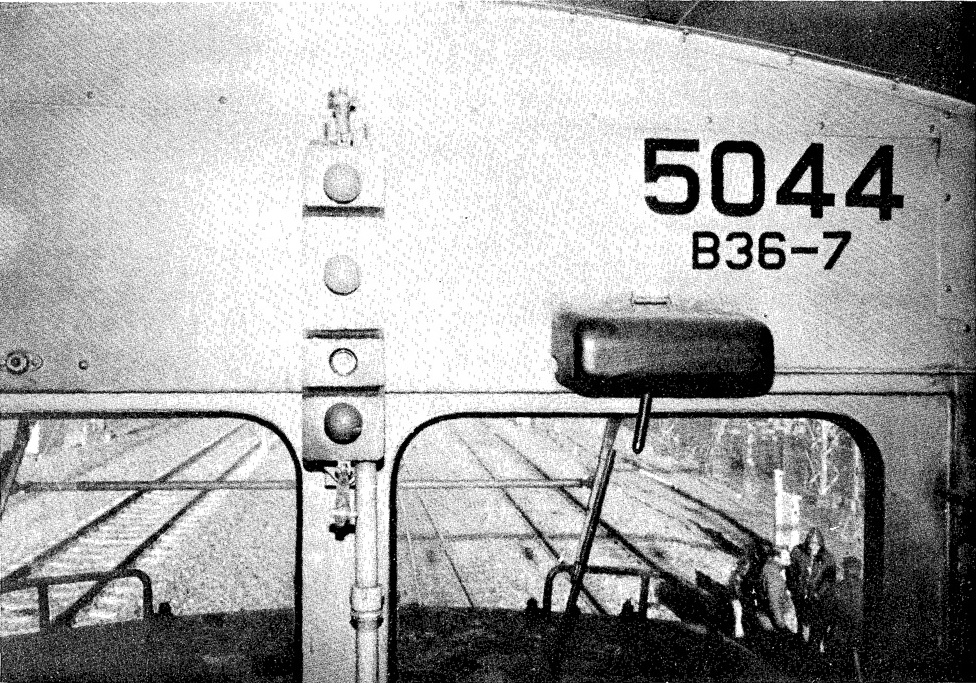
Puesto de conducción de la locomotora Conrail GE B36-7 #5044. Falta la bombilla de aviso de "aproximación" de la señal en cabina

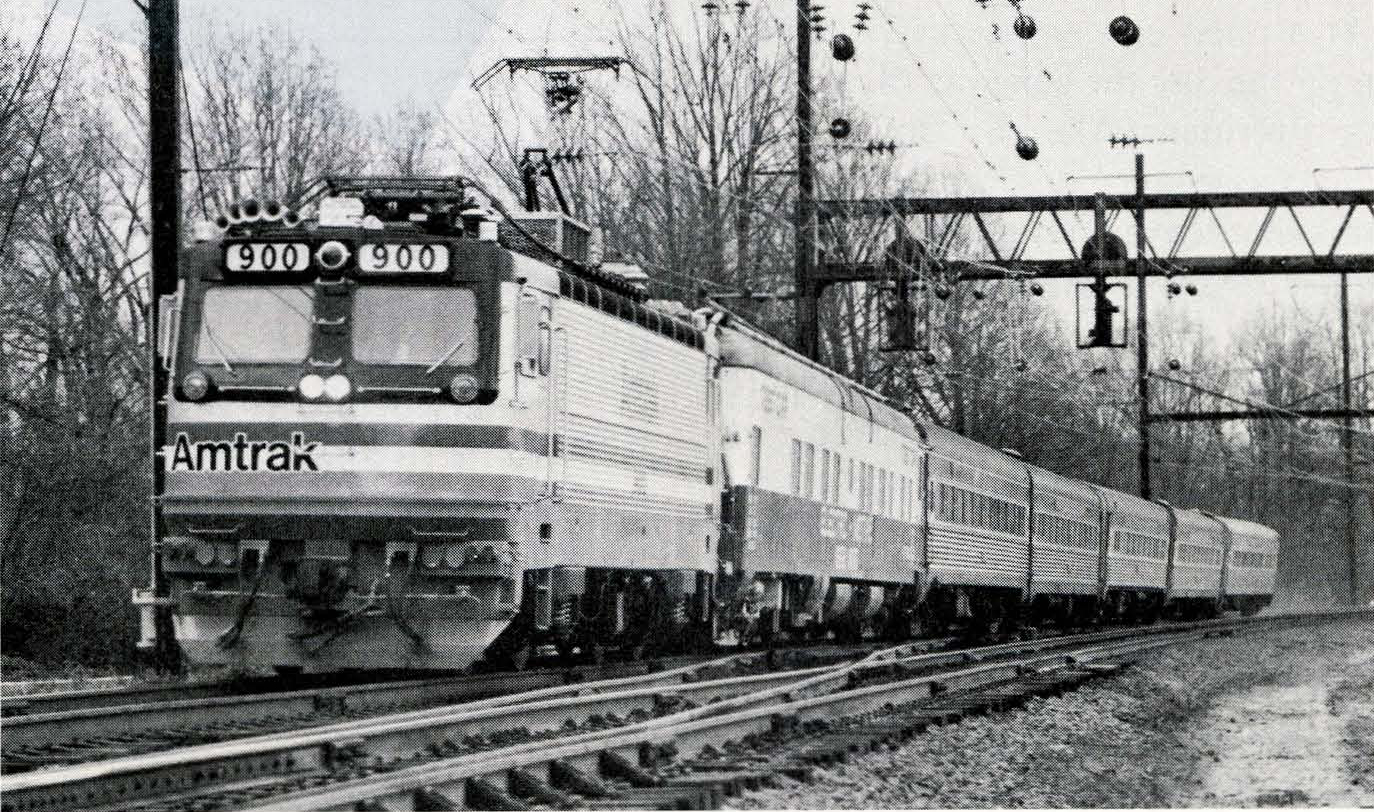
Amtrak AEM-7 900 en pruebas en enero de 1980. La unidad 900 fue el prototipo de esta clase y fue una de las locomotoras de Amtrak destruidas tras el accidente

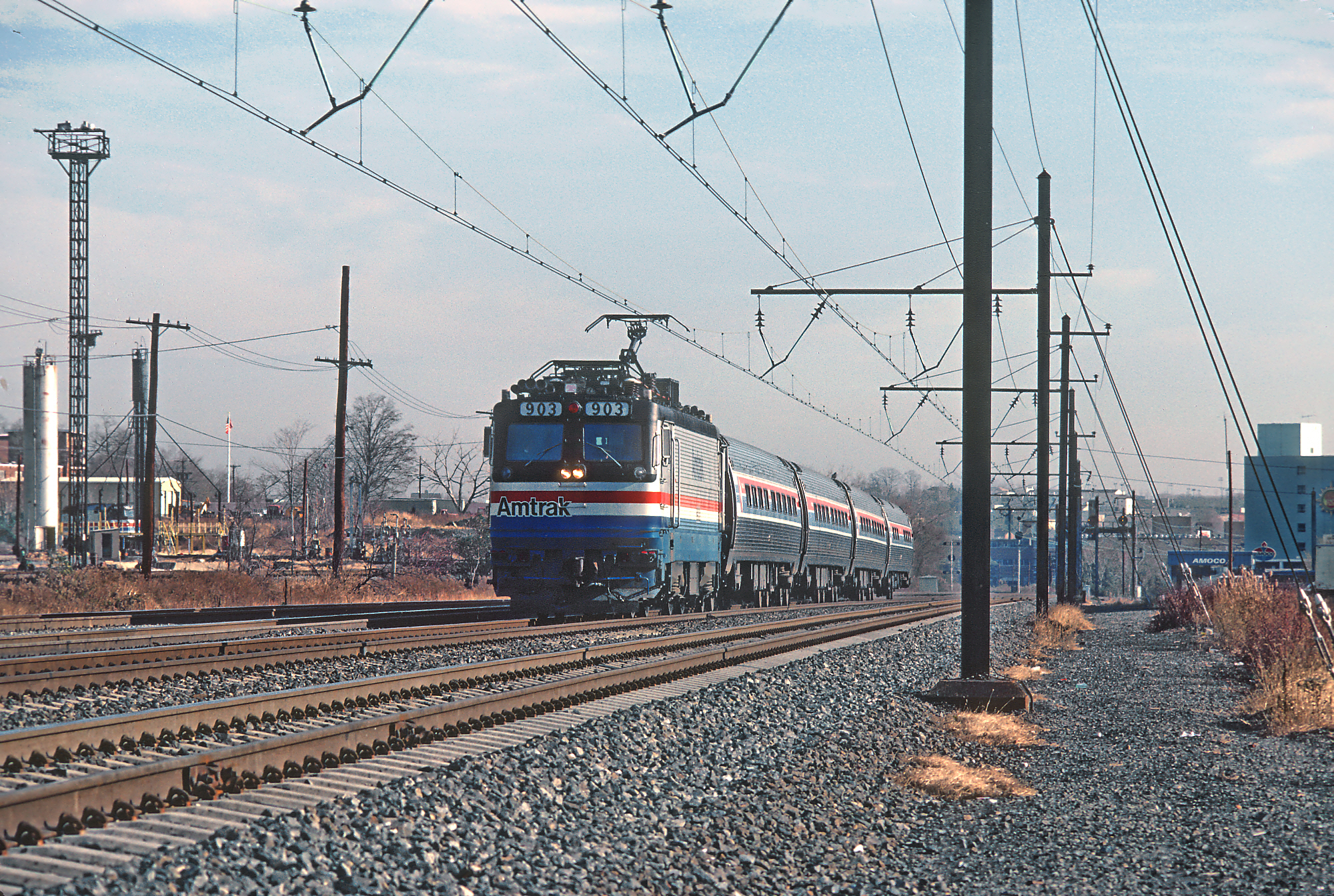
La Amtrak AEM-7 903 en diciembre del mismo año. La unidad 903 fue otra de las locomotoras desguazadas tras el accidente

Gates y Cromwell inicialmente negaron fumar cannabis. Sin embargo, luego dieron positivo por la sustancia. Una investigación de la Junta Nacional de Seguridad en el Transporte (NTSB) reveló que si Gates hubiera disminuido la velocidad en las señales según lo requerido, se habría detenido a tiempo. También determinó que el consumo de cannabis de Gates y Cromwell fue la "causa probable" del accidente. Gates y Cromwell fueron suspendidos de inmediato por Conrail en espera de una investigación interna, pero se despidieron de la compañía antes de enfrentarse a un despido seguro.
Finalmente, Gates fue acusado de homicidio involuntario causado con una locomotora. Según la ley de Maryland, una locomotora se considera un vehículo motorizado. Los fiscales llegaron a un acuerdo con Cromwell en el que accedió a testificar contra Gates a cambio de inmunidad. Gates fue sentenciado a cinco años en una prisión estatal y un año de libertad condicional, y luego fue sentenciado a tres años adicionales por cargos federales debido a mentirle a la NTSB. El historial de Gates de condenas por DWI (conducir en estado de ebriedad), así como su admisión de que la tripulación había estado consumiendo cannabis mientras estaba de servicio, llevó a una llamada para certificar a los maquinistas en cuanto a sus calificaciones e historial.
Las pruebas de toxicología en el cuerpo de maquinistas de Amtrak dieron negativo. En una decisión de 3-2, el informe de la NTSB indicó que la velocidad del tren n.º 94 en el momento en que se aplicaron los frenos, entre 120 y 125 mph (193,1 y 201,2 km/h), era una velocidad excesiva no autorizada, ya que el máximo para un tren de Amtrak que transportaba vagones Heritage era de 105 mph (169 km/h). Se determinó que la velocidad excesiva había sido un factor que contribuyó a la cantidad de daños a ambos trenes en el punto de impacto. Los dos disidentes del informe creían que no era razonable asignar la culpa adicional al maquinista de Amtrak basándose únicamente en la premisa de que el coche Heritage implicaba reducir la velocidad máxima del tren.
Gates salió de prisión en 1992 después de cumplir cuatro años (dos años de una sentencia estatal, y otros dos años más de una sentencia federal) y luego trabajó como consejero en un centro de tratamiento. En una entrevista de 1993 con The Baltimore Sun, Gates dijo que el accidente nunca habría ocurrido si no fuera por el cannabis, asegurando que había alterado su "percepción de la velocidad, la distancia y el tiempo". Admitió que en su prisa por volver a Baltimore y drogarse, se saltó los controles de seguridad críticos; creía que si hubiera realizado esos controles, "no habría estado al frente de ese tren". También reveló que había fumado cannabis en el trabajo varias veces.
Además, nunca se determinó si el silbato de alerta se silenció mientras las locomotoras estaban en el depósito de locomotoras de Bayview. La señal acústica de alerta de estas locomotoras era conocida por ser irritante y ruidosa, lo que se señaló en un accidente de 1979 de un tren de Union Pacific en Wyoming en el que la señal acústica se había silenciado con un trapo. Se podía acceder fácilmente a la señal quitando una cubierta en la parte posterior del puesto de control que estaba sellada con pestillos, por lo que era posible que el equipo de Conrail silenciara la señal acústica antes de irse o antes de que las unidades llegaran al depósito de locomotoras de Bayview (lo que habría sido hecho por otras tripulaciones), pero Gates informó que la señal acústica era relativamente débil cuando se probó, lo que significaba que no podía escucharse sobre el sonido de las máquinas del convoy. La señal estaba tan bien silenciada, que cuando se envió al FBI no pudieron determinar cuándo y quién la silenció, debido a la falta de huellas dactilares.
Cuando se probó la unidad 5044 de Conrail después del accidente, se descubrió que todas las bombillas (incluido el reemplazo de la que faltaba) funcionaban y no se determinó si se quitó la bombilla mientras Conrail y Amtrak dejaban las unidades desatendidas. Gates recordó haber probado la señalización de la cabina y haber visto todos los indicadores, pero es posible que no hubiese mirado todas las luces. También se descubrió que el pedal de hombre muerto estaba desactivado cuando Gates intentaba reactivar el sistema de señalización de la cabina apagándolo en la parte delantera de la locomotora (esto fue a pesar de que las palancas del pedal de señalización de la cabina y del hombre muerto tenían un aspecto diferente). El registrador de datos encontró que el inversor se puso en la posición de marcha atrás dos horas después del accidente y que los fusibles, la batería y el motor de la locomotora se desactivaron.

## Cambios en la normativa
Como resultado del accidente, todas las locomotoras que operasen en el Corredor Noreste deberían tener señalización en cabina automática con una función de detención automática (ATS). Aunque hasta ese momento era común en los trenes de pasajeros, las señales de cabina combinadas con la parada del tren y el control de velocidad nunca se habían instalado en las locomotoras de carga debido a posibles problemas de manejo del tren a alta velocidad. Posteriormente, Conrail desarrolló un dispositivo llamado limitador de velocidad de locomotora (LSL), un dispositivo computarizado que estaba diseñado para monitorear y controlar la tasa de desaceleración de las señales restrictivas junto con las señales de la cabina. Todas las locomotoras de mercancías que operan en el Corredor Noreste deberían estar equipadas con un sistema LSL operativo, que también limitaba la velocidad máxima a 50 mph (80,5 km/h). Anteriormente, las locomotoras de mercancías solo debían tener señales de cabina automáticas sin una función de parada automática del tren.
También como resultado directo de esta colisión, se promulgó una legislación federal que requería que la FRA desarrollara un sistema de certificación federal para los maquinistas. Estas reglamentaciones entraron en vigor en enero de 1990. Desde entonces, la ley exige que los ferrocarriles certifiquen que sus maquinistas están debidamente capacitados y calificados, y que no tienen condenas por el uso de vehículos motorizados por problemas de drogas o alcohol durante el período de cinco años anterior a la certificación. Otro efecto fue que la antigua Regla G (Se prohíbe el uso de intoxicantes o narcóticos por parte de los empleados en el desempeño de sus obligaciones, o su posesión o uso durante su cometido. — UCOR, 1962), que fue renovada con la redacción siguiente:

Los empleados tienen prohibido participar en las siguientes actividades mientras están de servicio o se presentan a trabajar:
1. Usar bebidas alcohólicas o estupefacientes, tenerlos en su poder o estar bajo su influencia.
2. Usar o estar bajo la influencia de cualquier droga, medicamento u otra sustancia controlada, incluidos los medicamentos recetados, que de alguna manera puedan afectar negativamente a su estado de alerta, coordinación, reacción, respuesta o condiciones de seguridad. Los empleados que tengan preguntas sobre los posibles efectos adversos de los medicamentos recetados deben consultar a un responsable médico de la Compañía antes de presentarse a trabajar.
3. Poseer o vender ilegalmente una droga, narcótico u otra sustancia controlada.

Se le puede solicitar a un empleado que realice una prueba de aliento y/o proporcione una muestra de orina si la Compañía sospecha razonablemente que se ha infringido esta regla. La negativa a cumplir con este requisito se considerará una violación de esta regla y el empleado será retirado del servicio de inmediato. Fuente: NORAC reglas de operación 6ta edición efectiva el 1 de enero de 1997.
La Regla G ha existido con distintas formas en muchos manuales de operación de ferrocarriles durante décadas. Sin embargo, la codificación federal de esta regla se consideró necesaria para asegurar que cualquier infractor sería tratado de manera consistente y severa. Además, cualquier persona que rebase indebidamente una señal de parada pierde su certificación FRA por un período no menor de 30 días por la primera infracción, según el artículo 49 CFR parte 240.
En 1991, impulsado en gran parte por el accidente de Chase, el Congreso autorizó pruebas de drogas aleatorias obligatorias para todos los empleados en trabajos "sensibles a la seguridad" en industrias reguladas por la DOT.

## Conmemoración
Diez años después de la colisión, la McDonogh School de Owings Mills (Maryland) decidió construir un teatro de 448 asientos en memoria de una de las víctimas y alumna del accidente, Ceres Millicent Horn, de 16 años, hija de los matemáticos estadounidenses Roger y Susan Horn. Ceres Horn se graduó en McDonogh a los 15 años y se inscribió y fue aceptada en la Universidad de Princeton a los 16 años, donde se especializó en astrofísica.
El 4 de enero de 2007, en el vigésimo aniversario del accidente, su familia visitó el teatro por primera vez y asistió a una ceremonia en la escuela McDonogh en honor a su hija.
El responsable médico del Departamento de Bomberos del Condado de Baltimore en la escena del accidente sucedido 20 años antes le dijo a un periódico que el accidente de Amtrak todavía se cita como un caso de estudio en la respuesta efectiva al desastre. “La razón es cómo se juntaron los miembros de los cuerpos de bomberos profesionales y voluntarios y la gente de la comunidad”. Fue, dijo, "un momento muy triste pero que recuerdo con orgullo" en su carrera.